# Радовичи (Ковельский район)
Радовичи (укр. Радовичі) — село в Турийской поселковой общине Ковельского района Волынской области Украины.
До 2020 года входило в Турийский район.
Код КОАТУУ — 0725587605. Население по переписи 2024 года составляет 335 человека. Почтовый индекс — 44850. Телефонный код — 3363. Занимает площадь 2,214 км².